# بیلی دیکین
بیلی دیکین (انگلیسی: Billy Deakin؛ ۱۹ ژانویه ۱۹۲۵ – اوت ۲۰۱۸) بازیکن فوتبال بود.
از باشگاه‌هایی که در آن بازی کرده‌است می‌توان به باشگاه فوتبال بارنزلی و باشگاه فوتبال کوربی تاون اشاره کرد.